# Smolenskaja (stanice metra v Moskvě)

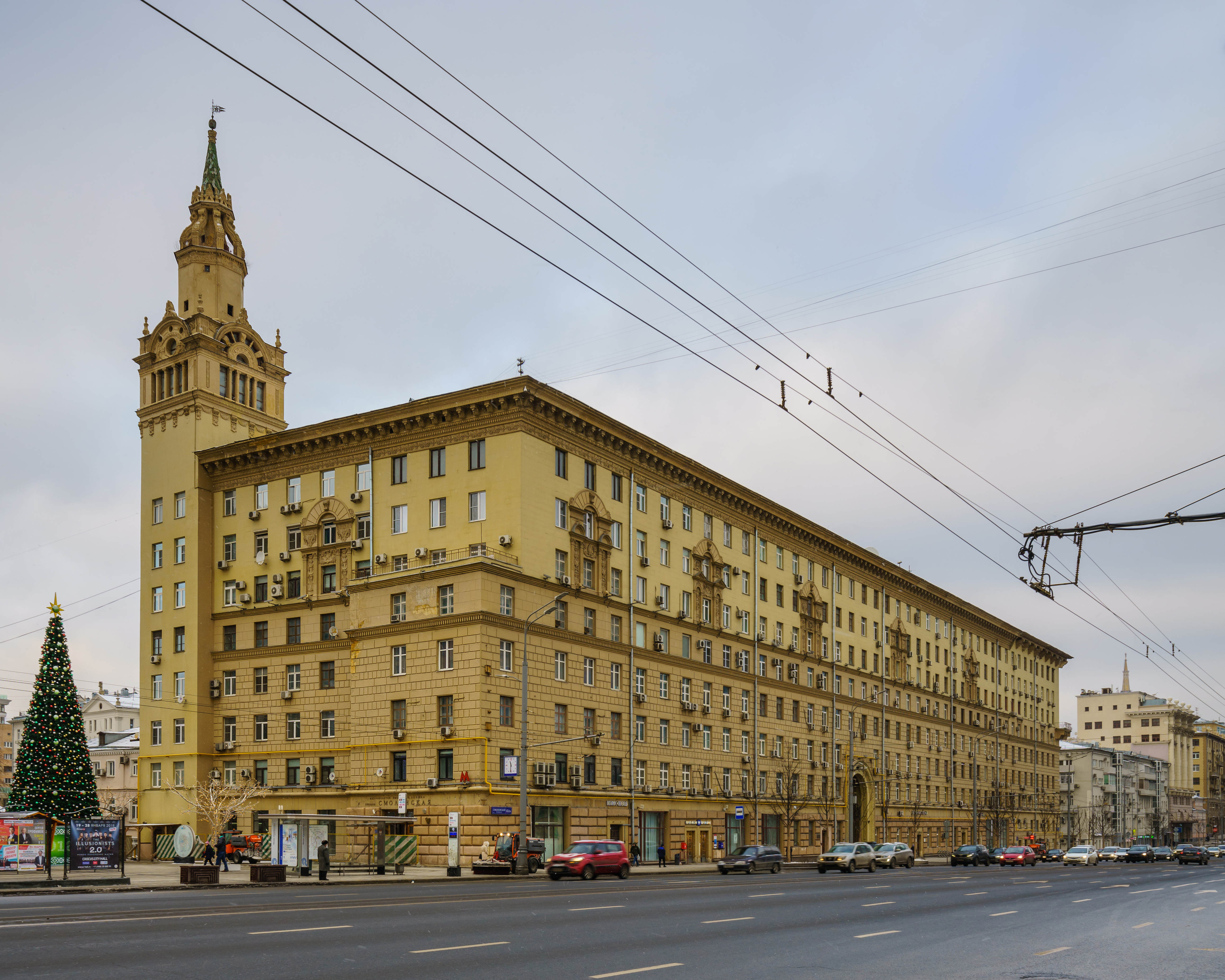
Smolenskaja

Smolenskaja je název pro dvě oddělené stanice Moskevského metra. Nacházejí se obě nedaleko od sebe; vznikly vzhledem k určitým událostem se stejným názvem.
Stejné jméno tedy nese jedna stanice na Filjovské a Arbatsko-Pokrovské lince; ta první uvedená je starší a konstruována byla jako hloubená a mělce založená stanice. Sloužila jako jihovýchodní konečná Sokolničeské linky v dobách, než byla její jižní část přesunuta více na jih (do stanice Park Kultury). To se právě v první polovině 50. let 20. století ukázalo jako problém; Sovětský svaz se připravoval na jadernou válku a podzemní dráha měla sloužit jako kryt civilního obyvatelstva. Takové podmínky však dokázaly splnit pouze ražené stanice, hluboko pod zemí založené, mezi které ta původní z roku 1935 nepatřila. Nová stanice (1953) tedy již byla navržena a postavena jako podzemní ražená, trojlodní založená velmi hluboko (50 m). Oproti původní, v níž byly při architektonickém ztvárnění použity různé dekorativní kameny, jako například šedý mramor, je novější stanice již mnohem bohatěji vyzdobena; převažují témata ryze sovětská; zobrazeny jsou státní a ideové symboly; a to jak ve vestibulu (panel s rudými vlajkami a hvězdou), tak též i v podzemní části stanice (reliéf „Obránci Moskvy“ ve slepém konci střední lodi). Starší Smolenskaja byla poté uzavřena, avšak po několika letech nakonec byl v ní, i v celém úseku, provoz obnoven.
Starší Smolenskaja má jeden výstup (dříve měla dva, avšak při rozšiřování třídy Sadovoje Kolco byl druhý zrušen), novější stanice má též jeden.